# Discosauriscus
Discosauriscus es un género conformado por dos especies de tetrápodos pertenecientes al clado Seymouriamorpha, las cuales habitaron a comienzos del período Pérmico en lo que hoy es Europa. Sus mejores fósiles han sido hallados en Boskovice, en la República Checa.

## Clasificación

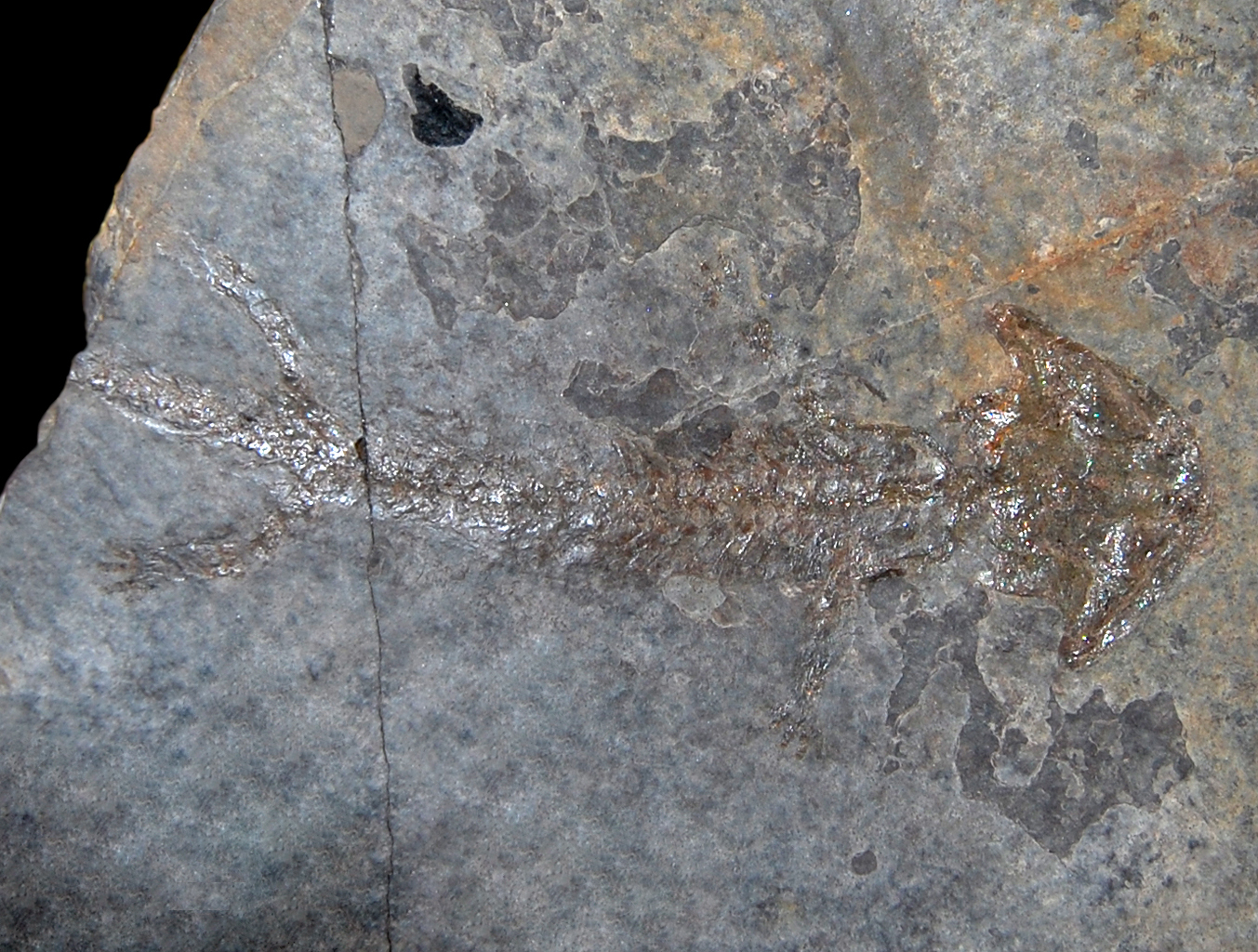
Fósil en Viena.

Discosauriscus pertenece, según distintas clasificaciones, al orden Anthracosauria o a Seymouriamorpha, y es el género tipo de la familia Discosauriscidae. Solo se reconocen como válidas dos especies - Discosauriscus austriacus y Discosauriscus pulcherrimus. El género Letoverpeton es un sinónimo más moderno de Discosauriscus.

## Características
Los discosauríscidos son conocidos exclusivamente de formas larvales o neoténicas, y se pueden distinguir tres estados ontogéncias. Discosauriscus tenía amplias mandíbulas con dientes agudos, extremidades cortas y una cola relativamente larga. La fórmula de las falanges era 2-3-4-5-3 tanto para las extremidades anteriores como posterioress. El cuerpo estaba cubierto con escamas redondeadas con anillos concéntricos, y también ha sido descrito un bien preservado sistema de línea lateral.
Discosauriscus puede haber tenido órganos electrorreceptores.